# Samsung Galaxy F13
Samsung Galaxy F13 es un teléfono inteligente de gama media fabricado por Samsung Electronics. Es parte de la serie Samsung Galaxy F. Este teléfono se anunció el 22 de junio de 2022.
El 22 de junio de 2022, Samsung lanzó Galaxy F13 en India con una función de cambio automático de datos.